# Sadegh Moharrami
Sadegh Moharrami Getgasari ( em persa: صادق محرمی; Hashtpar, 1 de março de 1996) é um futebolista iraniano que atua como lateral-direito. Atualmente joga pelo Dinamo Zagreb.

## Carreira no clube

### Malavan
Começou sua carreira nas categorias de base do Malavan. Ele foi promovido ao primeiro time por Dragan Skočić e fez sua estreia pelo Malavan na Iran Pro League de 2013–14 contra o Sepahan como substituto.

### Persepolis
Em 27 de junho de 2016, se juntou aos gigantes iranianos Persepolis em um contrato de dois anos. Ele fez sua estreia em 21 de setembro de 2016 em uma vitória por 3–1 contra o Sepahan.

### Dinamo Zagreb
Em 27 de junho de 2018, Moharrami assinou um contrato de cinco anos com o campeão croata Dinamo Zagreb.

## Carreira internacional
Ele foi convidado para a seleção iraniana Sub-20 por Ali Dousti Mehr para se preparar para o Campeonato AFC Sub-19 de 2014.
Ele fez sua estreia como reserva contra o Uzbequistão em 11 de setembro de 2018.

## Títulos
Persepolis
- Iran Pro League: 2016–17, 2017–18
- Supercopa do Irã: 2017

Dinamo Zagreb
- MAXtv Prva Liga: 2018–19, 2019–20, 2020–21, 2021–22
- Copa da Croácia: 2020–21
- Supercopa da Croácia: 2019, 2022